# جواد حدیدی
جواد حدیدی، (۵ آذر ۱۳۱۱، قم - ۲۹ مرداد ۱۳۸۱، تهران) نویسنده، محقق و مترجم ایرانی، استاد دانشگاه فردوسی مشهد و عضو پیوسته فرهنگستان زبان و ادب فارسی بود.

## زندگی
جواد حدیدی نویسنده، محقق و مترجم ایرانی در پنجم آذر ماه سال ۱۳۱۱ در قم متولد شد. جواد حدیدی پس از اتمام تحصیلات حوزوی در شهرستان قم، در سال ۱۳۳۳ در رشته ادبیات فرانسه و دبیری از دانشگاه تهران فارغ‌التحصیل شد و به عنوان دبیر در دبیرستان‌های مشهد به کار مشغول شد. حدیدی در سال ۱۳۳۶ به اخذ درجه تحصیلی معادل لیسانس ادبیات فرانسه از دانشگاه ژنو نائل شد. همچنین حدیدی به عنوان ریاست اداره آموزش مشهد و ریاست کتابخانه دانشکده ادبیات و علوم انسانی و مدیر مسئول و صاحب امتیاز مجله دانشکده ادبیات و علوم انسانی و معاونت دانشکده و ریاست دانشکده ادبیات و علوم انسانی و مدیر کل برنامه‌ریزی زبان فرانسه برای دانشگاه‌های کشور و عضو پیوسته فرهنگستان زبان وادب فارسی و مدیریت گروه ادبیات تطبیقی در طول سال‌های متمادی به خدمت مشغول بوده است. از جواد حدیدی کتاب‌ها و مقالات بسیاری به زبان‌های فارسی و فرانسه منتشرشده است. تعدادی از کتاب‌های تألیفی و ترجمه ای جواد حدیدی به عنوان کتاب سال جمهوری اسلامی ایران از طرف وزارت فرهنگ و ارشاد برگزیده و معرفی شده است که از آن جمله می‌توان به ترجمه کتاب " حدیث عشق در شرق " و ترجمه کتاب " از سعدی تا آراگون " اشاره کرد.
دکتر جواد حدیدی بر اثر بیماری در تاریخ دوشنبه ۲۸ مرداد ماه سال ۱۳۸۱ در تهران در گذشت.
احمد کامیابی مسک، استاد معروف تئاتر مدرن در دانشگاه تهران، از نزدیکان حدیدی بود و مدّتی به جای وی در جلسات فرهنگستان سخن می‌گفت.

## افتخارات
- جایزه ادبی انجمن نویسندگان فرانسوی زبان در ۱۹۷۶، برای کتاب Voltaire et I'Islam, Publications Orientalistes de France، ۱۹۷۴.
- جایزه بهترین تحقیق در علوم انسانی برای " خیام در ادبیات مشهد "، دانشگاه مشهد، ۱۳۵۲.
- جایزه کتاب سال وزارت فرهنگ و ارشاد اسلامی برای ترجمه کتاب حدیث عشق در شرق، ۱۳۷۳.
- جایزه کتاب سال وزارت فرهنگ و ارشاد اسلامی برای کتاب از سعدی تا آراگون، ۱۳۷۴.
- عنوان " شوالیه در افتخارات فرهنگی " وزارت فرهنگ فرانسه، ۱۹۹۴.

## آثار
- de sa'dia aragon
- les portes de l'eau
- traduction commentaire et lerixue de la surate al- bagara
- voltaire et I'islam
- القرآن الکریم ذلک الکتاب لاریب فیه (ویژگی اثر: ترجمه معانی الفاتحه و البقره فی الفرنسیه)
- از سعدی تا آرگون

ویژگی اثر: تألیف، این کتاب در دوره سیزدهم کتاب سال جمهوری اسلامی ایران، از طرف وزرات فرهنگ و ارشاد اسلامی معرفی و برگزیده شده است. آشنایی با کتاب: «از سعدی تا آراگون»: از سعدی تا آراگون: (تأثیر ادبیات فارسی در ادبیات فرانسه)؛ جواد حدیدی؛ تهران: مرکز نشر دانشگاهی، ۱۳۷۳. این کتاب، داد و ستد فرهنگی ایران و فرانسه را در مدت چهارقرن در بر می‌گیرد و به دوره ای مشخص یا شاعری معین اختصاص نیافته است. مطالب کتاب از هماهنگی و انجام دقیقی برخوردار و نحوهٔ تنظیم کتاب‌شناسی و فهرست‌ها نیز دقیق است و به دو بخش اصلی تقسیم شده است. در بخش اول، از نویسندگان قرون هفدهم و هجدهم سخن رفته است و بخش دوم کتاب، دوره‌های پس از انقلاب فرانسه را در بر می‌گیرد و تا مرگ لویی آراگون، یکی از شیفتگان بزرگ ادبیات فارسی، ادامه می‌یابد. مؤلف نتیجه تجربیات و مطالعات خود را در طول سی سال به کار گرفته و با استفاده از کتب تاریخ ادبیات غرب و حتی دست نوشته‌های نویسندگان فرانسوی، آرای خود را استنتاج کرده است.
- اسلام از نظر ولتر
- ایران در ادبیات فرانسه
- برخورد اندیشه‌ها
- ترجمه قسمتی از قرآن مجید به زبان فرانسه و تألیف ۱۰ مقاله فارسی و فرانسه برای درج در ترجمان وحی و ویرایش کلیه مطالب مجله ترجمان وحی (ویژگی اثر: از سال ۱۳۷۳ تاکنون در مرکز ترجمه قرآن مجید به زبانهای خارجی، مانند: ترجمه و تفسیری روایی از قرآن مجید به زبان فرانسه)
- ترجمه مقالات فرهنگ آثار (ویژگی اثر: ترجمه حدود ۱۰۰ مقاله در انتشارات سروش از سال ۱۳۶۷ تا ۱۳۷۳)
- حدیث عشق در شرق (از سده اول تا سده پنجم هجری)

ویژگی اثر: مؤلف کتاب ژان - کلود واده است که حدیدی آن را ترجمه کرده است. این کتاب در دوره دوازدهم کتاب سال جمهوری اسلامی ایران، از طرف وزرات فرهنگ و ارشاد اسلامی معرفی و برگزیده شده است.
آشنایی با کتاب: «حدیث عشق در شرق»: حدیث عشق در شرق؛ ژان کلودواده؛ مترجم جواد حدیدی، تهران: مرکز نشر دانشگاهی، ۱۳۷۲:
در شرق، عشق، از دیرباز مفهوم متعالی و برتری داشته است. این نکته ای است که مؤلف کتاب «حدیث عشق در شرق» می‌خواهد به اثبات آن بپردازد. او در جستجوی وجوه اشتراک و مشابهت میان ادبیات عاشقان شرق اسلامی از یک سو، و ادبیات غرب مسیحی از سوی دیگر است . انتخاب به جا و شایست مترجم این اثر توانسته است تا حدودی جای خالی چنین آثاری را در ادبیات پژوهی یا عرفان پژوهی پر کند. نثر دقیق و استوار و سبک بیان مترجم، این کتاب را جزو نمونه‌های ممتاز نثر فارسی در ربع قرن اخیر قرار داده است. کتاب حاضر به زبان فرانسه تألیف شده اما در ترجمه اشعار عربی به فارسی، مترجم بیشتر اشعار را از منابع اصلی استخراج کرده و به شیوایی به فارسی برگردانده است. دقت مترجم در حصول اطمینان از صحت ارجاعات و اقوال، در مقایسه با آثار دیگری که در سال‌های اخیر به فارسی ترجمه شده است، بی نظیر است. نکات فنی چاپ و دیگر خصوصیات صوری نیز زیبا و چشم‌نواز می‌نمایند.
- دروازه‌های آب (هفده گفتار)
- رهروان حقیقت (ویژگی اثر: دردست آماده‌سازی)
- شاعران فرانسوی در مکتب عارفان ایرانی
- مجله لقمان (ویژگی اثر: مجله ای است به زبان فرانسه که توسط مرکز نشر دانشگاهی منتشر می‌شود. هدف این مجله نشر فرهنگ ایرانی و فارسی است در زمینه‌های مختلف مذهبی، فلسفی، عرفانی و ادبی. که در حال حاضر به هفده کشور جهان فرستاده می‌شود و نزدیک به دویست و پنجاه مشترک خارجی دارد)
- میراث سوم (ویژگی اثر: مؤلف کتاب روژه - گارودی است که حدیدی آن را ترجمه کرده است)
- نظارت بر تدوین ۲۴ عنوان کتاب درسی برای رشته‌های مختلف زبان فرانسه دانشگاهای کشور
- نگارش و ویرایش مقاله (ویژگی اثر: ویرایش حدود ۸۰۰ مقاله در مر کز دائرةالمعارف اسلامی از سال ۱۳۶۷ تا ۱۳۸۱؛ مانند مقاله «بولن ویلی یه»
- نگاهی در آینه (ویژگی اثر: این کتاب در حوزه زندگی‌نامه‌نویسی از آثار ارزشمندی است که در دهه ۷۰ چاپ شده است)

## جوامع علمی
- کنگره بین ا لمللی بخش‌های زبان فرانسه دانشگاه‌های جهان، ۸ تا ۱۴ مه ۱۹۷۲ , کانادا.
- بیست و نهمین کنگره بین ا لمللی خاورشناسان، تابستان ۱۹۷۳, پاریس
- سی امین کنگره بین ا لمللی خاور شناسان، ۳–۸ اوت ۱۹۷۵, مکزیک
- اجلاس سالانه انجمن نویسندگان فرانسوی زبان، ۱۹۷۵,پاریس
- کنگره بین ا لمللی دویستمین سالگرد مرگ ولتر و روسو، ۷تا ۹ ژوئن ۱۹۷۸, فرانسه
- اجلاس سالانه انجمن نویسندگان فرانسوی زبان، ۸ نوامبر تا ۳ دسامبر ۱۹۸۴, پاریس
- اجلاس سالانه انجمن نویسندگان فرانسوی زبان، ۲۲ تا ۲۸ نوامبر ۱۹۸۶, فرانسه
- بزرگداشت ششصدمین سالگرد مرگ حافظ در یونسکو، ۲۹ و ۳۰ نوامبر ۱۹۸۸ , فرانسه
- کنگره بین ا لمللی انجمن مطبوعات فرانسوی زبان، ۳–۱۱ نوامبر ۱۹۸۸ , گویان
- سی و سومین کنگره بین ا لمللی خاورشناسان، ۱۹–۲۵ اوت ۱۹۹۰ ,کانادا
- کنگره بین ا لمللی انجمن مطبوعات فرانسوی زبان، ژوئن ۱۹۹۲, لیموژ
- کنگره بین ا لمللی شعر در کشورهای حوزه مدیترانه، ۲۸–۳۰ مه ۱۹۹۳, دلفی
- کنگره بین ا لمللی عطارم دانشگاه استراسبورگ، فرانسه، ۲–۴ آوریل ۱۹۹۶
- کنگره بین‌المللی جامی و خیام، دانشگاه استراسبورگ، فرانسه ۲۸–۳۰ آوریل ۱۹۹۹ ۱۵. تدریس در دوره‌های دکتری و فوق لیسانس بخش خاورشناسی دانشگاه استراسبورگ، مارس ۲۰۰۰.